# Lichenopora mediterranea
Lichenopora mediterranea är en mossdjursart som beskrevs av de Blainville. Lichenopora mediterranea ingår i släktet Lichenopora och familjen Lichenoporidae. Inga underarter finns listade i Catalogue of Life.